# Sainte-Colombe-de-la-Commanderie
Sainte-Colombe-de-la-Commanderie är en kommun i departementet Pyrénées-Orientales i regionen Occitanien i södra Frankrike. Kommunen ligger i kantonen Thuir som tillhör arrondissementet Perpignan. År 2022 hade Sainte-Colombe-de-la-Commanderie 172 invånare.

## Befolkningsutveckling
Antalet invånare i kommunen Sainte-Colombe-de-la-Commanderie
| Referens: INSEE |